# Internet Explorer 10
Internet Explorer 10 (w skrócie IE10) – przeglądarka internetowa tworzona przez Microsoft, jako następca Internet Explorer 9. 12 kwietnia 2011 została wydana pierwsza wersja Platform Preview, działająca wyłącznie w systemach Windows 7 i Windows 8. Przeglądarka oferuje większą obsługę CSS3 i HTML5 niż Internet Explorer 9 i wykorzystuje akcelerację sprzętową do wyświetlania stron.

## Historia
Internet Explorer 10 Platform Preview został zaprezentowany 12 kwietnia 2011 podczas MIX 11 w Las Vegas. Microsoft zademonstrował wtedy Internet Explorer 10 oraz Windows 8. Tego samego dnia ta sama wersja ukazała się na stronie internetowej Internet Explorer test drive. Microsoft ogłosił, że nowa wersja przeglądarki nie będzie obsługiwała systemu Windows Vista. Wydany 4 tygodnie wcześniej Internet Explorer 9 nie obsługiwał systemu Windows XP. Jest to pierwsza wersja, która obsługuje architekturę ARM
W testach Michaela Muchmore’a z PC Magazine wersja Platform Preview 1 osiąga lepsze wyniki niż Internet Explorer 9, ale nie zawsze lepsze niż alternatywne przeglądarki.

### Historia wydań
| Nazwa                                   | Build           | Data wydania         | Nowości / Uwagi |
| --------------------------------------- | --------------- | -------------------- | --- |
| Internet Explorer 10 Platform Preview 1 | 10.0.1000.16394 | 12 kwietnia 2011     | Web sockets, CSS3 Multi-column Layout, CSS3 Grid Layout, CSS3 Flexible Box Layout, CSS3 Gradients oraz ES5 Strict Mode. |
| Internet Explorer 10 Platform Preview 2 | 10.0.1008.16421 | 29 czerwca 2011      | W teście Acid3 uzyskuje wynik 100/100, Positioned Floats, HTML5 Drag-drop, HTML5 Parser, File Reader API, Media Query Listeners, channel messaging, HTML5 Forms, HTML5 Sandbox, Web Workers. |
| Internet Explorer 10 Developer Preview  | 10.0.8102.0     | 12 kwietnia 2011     | Interfejs Metro, obsługa transformacji 3D, animacji i cieni dla tekstu w CSS filtrów SVG, zaawansowanych layoutów CSS Regions, wprowadzenie lokalnego magazynu danych poprzez IndexedDB i HTML5 Application Cache, kontrolek postępu i zasięgu w HTML5, automatycznego sprawdzania pisowni w polach formularzy, uruchamiania skryptów w tle przez WebWorkers, oraz dupleksowego mechanizmu komunikacji WebSockets |
| Internet Explorer 10 Platform Preview 4 | 10.0.8103.0     | 30 listopada 2011    | Udoskonalenia z zakresu JavaScriptu, wsparcie dla CORS (umożliwia stosowanie XMLHttpRequest), wsparcie dla podpisów w video HTML 5, dodanie możliwości kontroli CSS |
| Internet Explorer 10 Consumer Preview   | 10.0.8250.0     | 29 lutego 2012       | Lepsze wsparcie dla HTML5 i CSS 3, integracja ze Sklepem Microsoft, meta tag ostrzegający użytkownika przed instalacją przez stronę rozszerzeń typu ActiveX, system automatycznych aktualizacji, nowy moduł wyszukiwania |
| Internet Explorer 10 Release Preview    | 10.0.8400.0     | 31 maja 2012         | Poprawa elementów interfejs użytkownika, lepsza integracja ze Sklepem Microsoft, zintegrowany Adobe Flash Player z wersją Modern UI przeglądarki oraz umieszczenie go w piaskownicy, dodanie technologii Do-not-track |
| Internet Explorer 10 RTM                | 10.0.9200.16384 | 26 października 2012 | Wersja „gotowa do wydania”. Ulepszony tryb chroniony, ulepszenia z zakresu przetwarzania JavaScriptu |
| Internet Explorer 10 Release Preview    | 10.0.9200.16438 | 13 listopada 2012    | Wersja prapremierowa. Zgodność z Windows 7 SP1 i Windows Server 2008 R2 SP1. |

## User agent
Ze względu na rozwój przeglądarki, deweloperzy postanowili zmienić user agent przeglądarki. MSIE 9.0 został zmieniony na MSIE 10.0, a Trident/5.0 został zamieniony na Trident/6.0. Dodatkowo w systemach z Windows 8, na których IE 10 wspiera m.in. nowe, dotykowe zdarzenia dodano do UA słowo „Touch”.
| System operacyjny | Tryb kompatybilności z IE7 | User agent                                                              |
| ----------------- | -------------------------- | ----------------------------------------------------------------------- |
| Windows 7         | T                          | Mozilla/4.0 (compatible; MSIE 7.0; Windows NT 6.1; Trident/6.0)         |
| Windows 7         | N                          | Mozilla/5.0 (compatible; MSIE 10.0; Windows NT 6.1; Trident/6.0)        |
| Windows 8         | T                          | Mozilla/4.0 (compatible; MSIE 7.0; Windows NT 6.2; Trident/6.0)         |
| Windows 8         | N                          | Mozilla/5.0 (compatible; MSIE 10.0; Windows NT 6.2; Trident/6.0; Touch) |